# Тостон (Монтана)
Тостон (енгл. Toston) насељено је место без административног статуса у америчкој савезној држави Монтана.

## Демографија
По попису из 2010. године број становника је 108, што је 3 (2,9%) становника више него 2000. године.
| Група             | 2000.      | 2010.       |
| Белци             | 99 (94,3%) | 100 (92,6%) |
| Афроамериканци    | 0 (0,0%)   | 2 (1,9%)    |
| Азијати           | 0 (0,0%)   | 2 (1,9%)    |
| Хиспаноамериканци | 0 (0,0%)   | 0 (0,0%)    |
| Укупно            | 105        | 108         |